# Чорнявка (притока Протоки)
Чорнявка — річка в Україні у Білоцерківському районі Київської області. Права притока річки Протоки (басейн Дніпра).

## Опис
Довжина річки 20 км, похил річки 0,7 м/км  площа басейну водозбіру 151км² , найкоротша відстань між витоком і гирлом —16,46  км, коефіцієнт звивистості річки — 1,22 . Формується багатьма струмками та загатами.

## Розташування
Бере початок на південно-західній стороні від села Козацьке. Тече переважно на південний схід через село Вінницькі Стави і у селищі Гребінки впадає у річку Протоку, ліву притоку річки Росі.

## Цікаві факти
- У селищі Гребінка річку перетинає автошлях М05[4] (автомобільний шлях міжнародного значення на території України, Київ — Одеса. Проходить територією Київської, Черкаської, Кіровоградської, Миколаївської та Одеської областей.).
- На річці існують газгольдери та газові свердловини[5].